# إنفركارجل
إنْفركارْقل (بالإنجليزية: Invercargill)‏ (بالماورية: Waihōpai‏) هي المدينة الرئيسية في ساوثلاند بالجزيرة الجنوبية في نيوزيلندا. عدد سكانها 51,984 نسمة، وتقع على مسافة 27 كم إلى الشمال من بْلُف، الميناء الرئيسي لساوثلاند، وعلى مسافة 219 كم إلى الجنوب من دْيونْدن.
وقد بُنيت إنفرْكارْجل على أرض مستوية. وجرى استصلاح الجزء الأكبر من منطقتها الصناعية بردم مصب نهر قرب مركز المدينة. وأبرز ما يلفت نظر الزائر شوارعها العريضة. والمدينة مركز لمنطقة زراعية واسعة. وهي مزدهرة وتنمو نموًا سريعًا. وحتى عام 1970، كانت صناعتها ترتكز على المواد الأولية. وهناك مصنع كبير لصهر الألومنيوم وتنقيته في تَيْواي بويْنت جنوب المدينة. ويأخذ طاقته الكهربائية من مولدات مانابوري الكهرومائية.
وإنفركارجل هي المحطة النهائية الجنوبية للخط الحديدي الرئيسي في ساوث آيلاند وللخدمات التي تسيّرها الخطوط الجوية النيوزيلندية. وتقع أيضًا على الطريق الرئيسي الذي يخترق ساوث آيلاند.
وتوجد في إنفركارجل صحيفة يومية واحدة تُدعى ساوثلاند تايمز، وتصدر كل صباح. وهناك ثلاث محطات للإذاعة تخدم المدينة والمقاطعة المحيطة بها. وفيها مُتحف واحد وصالتان للعرض.
وفي إنفركارجل مساحة واسعة من الأراضي مكرَّسة للحدائق العامة. ويجري نهير أوتيبوني خلال الجزء الجنوبي من المدينة. وهناك حدائق تحيط بضفتي هذا النهير. ويحتوي أكبر متنزه في المدينة، وهو متنزّة الملكة، على ملعب للجولف. ويستطيع لاعبو الجولف أيضًا استخدام ثلاثة ملاعب أخرى للجولف. وفي المدينة ميدان للسباق، وعدة ملاعب للرياضة، وساحات واسعة. وفي الجزء الشمالي منها توجد غابة يسميها الناس غابة تومسون.
في عام 1855، أصبح جيمس كلي وهو صياد سابق للفقمة (عجول البحر) وزوجته أول من استوطن في موقع إنفركارجل. وفي عام 1857، سُميت المدينة باسم وليم وولتر كارجل عمدة أوتاجو. وقد خطّط البلدة المساح ج.تيرنبل تومسون، وهو أول مساح في أوتاجو. وبعد ذلك قام بمسحها جورج هارتلي في عام 1859. وقد أصبحت إنفركارجل بلدة ذات مجلس بلدي عام 1871، وأصبحت مدينة عام 1930.